# 재료공학
재료공학(材料工學, Material Engineering)은 공업재료의 제조공정 및 성질, 구조 상호간의 관계에 대해서 연구하는 학문이다. 소재나 재료 그 자체의 성질이나, 원자와 분자의 반응성 등에 대해 조사 및 연구하여 고품질의 신소재나 신규 물질을 개발에 힘쓰고 있다.

## 같이 보기
- 재료과학